# Veaceslav Chiricenco
Veaceslav Chiricenco, ros. Вячеслав Павлович Кириченко, Wiaczesław Pawłowicz Kiriczenko (ur. 8 marca 1939 w Piatigorsku, Rosyjska FSRR) – mołdawski piłkarz, grający na pozycji obrońcy lub pomocnika, trener piłkarski.

## Kariera piłkarska
W 1958 roku rozpoczął karierę piłkarską w klubie Terek Grozny. Latem 1964 przeszedł do klubu Moldova Kiszyniów, który potem zmienił nazwę na Avântul. W kiszyniowskim zespole w 1967 zakończył karierę piłkarza.

## Kariera trenerska
Po zakończeniu kariery piłkarza rozpoczął pracę szkoleniowca. Przez wiele lat pracował w sztabie szkoleniowym rodzimego klubu Zimbru Kiszyniów, który w różne lata nazywał się Moldova i Nistru. Od lipca do końca 1972, w 1979 oraz od listopada 1993 do czerwca 1994 samodzielnie prowadził kiszyniowski klub. Potem wyemigrował do Niemiec, gdzie mieszka w Erlangen.

## Sukcesy i odznaczenia

### Sukcesy trenerskie
Zimbru Kiszyniów
- mistrz Mołdawii: 1993/94

### Odznaczenia
- tytuł Mistrza Sportu ZSRR
- tytuł Zasłużonego Trenera Mołdawii